# Evolvulus ovatus
Evolvulus ovatus är en vindeväxtart som beskrevs av Merritt Lyndon Fernald. Evolvulus ovatus ingår i släktet Evolvulus och familjen vindeväxter. Inga underarter finns listade i Catalogue of Life.